# Бельямар (пещера)
Бельямар (исп. Cuevas de Bellamar) — пещера в 3 км от города Матансас в одноимённой провинции Кубы, известная своими живописными сталактитовыми и сталагмитовыми кристаллическими образованиями, возраст которых специалисты оценивают в десятки тысяч лет.
Пещера Бельямар, называемая «жемчужиной» среди карстовых пещер острова за красоту её подземных галерей и обнаруженные в ней палеонтологические свидетельства и как старейший туристический объект Кубы, была объявлена национальным памятником.

## История обнаружения
Пещера была обнаружена случайно в феврале 1861 года рабочими, добывавшими к югу от залива Матансас камень для строительства театра «Сауто» (исп. Teatro Sauto) в городе Матансас. Владелец карьера, Мануэль Сантос Парга (исп. Manuel Santos Parga), обустроив спуск в пещеру и освещение нескольких гротов, расчищенных от тонн обломков породы, 22 ноября 1862 года открыл её для платных посещений. Первоначально пещеру называли его именем (исп.  La Cueva de Parga), но позднее переименовали по названию близлежащего пляжа Bellamar.

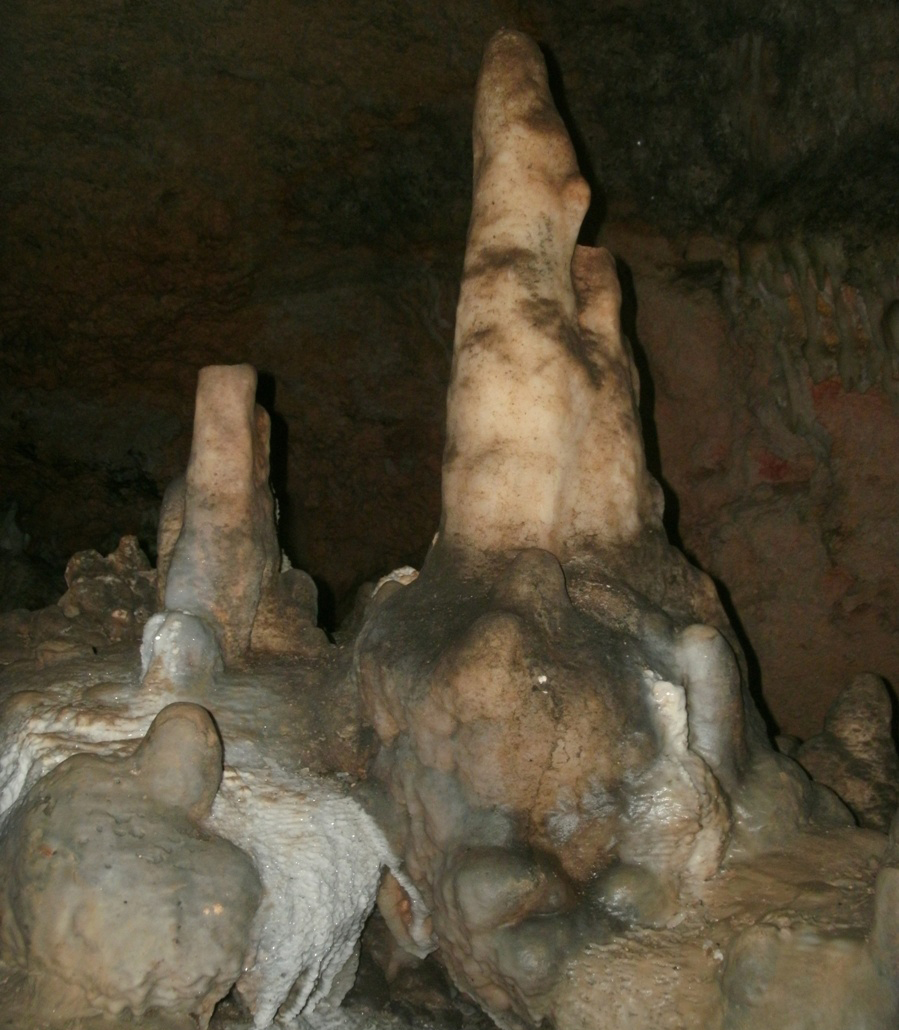
Сталагмиты в пещере Бельямар

## Характеристики
Общая длина сети подземных галерей составляет около 23 километров, а площадь их превышает 780 гектаров.
Нижние точки пещеры находятся на глубине 50 метров ниже уровня моря. Некоторые исследователи считают, что пещера была частью залива Матансас, но из-за тектонических движений в слоях земли, в этой области образовались морские террасы. Возраст обнаруженных в пещере морских отложений оценивается приблизительно в 25 миллионов лет.
По мнению спелеологов, море несколько раз затапливало пещеру. Некоторым кристаллическим образованиям пещеры — сталактитам и сталагмитам, появившихся в подземных галереях общей протяженностью около 3 километров под переменным воздействием воздуха и морской воды, уже более 40 тысяч лет.

## Национальное достояние
После открытия в 1862 году, пещера Бельямар, несмотря на то, что для посещения были доступны только часть подземных галерей, стала одной из самых первых туристических достопримечательностей Кубы.
Посетителям, спустившимся вниз 159 ступеням лестницы, открывается череда природных кристаллических творений разных цветов и форм, среди которых величественный Готический зал (исп. Salón Gótico), площадью около 2000 квадратных метров, самый крупный 12-метровый сталактит под названием «Плащ Колумба» (исп.  Manto de Colón) и другие.
В 1939 году пещеру закрыли для посетителей и открыли вновь только в 1947 году.
Первые научные исследования пещеры проводились в 1940-е годы кубинскими спелеологами во главе с Антонио Хименесом (исп. Antonio Нуньес Jiménez). Программы Общества спелеологов Кубы (исп. Sociedad Espeleológica de Cuba) и Фонда природы и человека (исп. Fundación Antonio Nuñez Jiménez de la Naturaleza y el Hombre) направлены на то, чтобы свести к минимуму отрицательный эффект, вызванный близким расположением пещеры от крупного промышленного города и доступом в неё людей уже более полутора столетий.
В июне 1989 года пещера Бельямар за историческое и художественное значение и научную значимость была включена в перечень природных объектов, составляющих национальное достояние Кубы.
Часть пещерной системы Бельямар, закрытая для туристов и сохраняющаяся в неприкосновенности, номинирована в ЮНЕСКО для включения в перечень памятников природы, как естественная подземная кристаллографическая лаборатория, возраст образовавшихся кальцитных образований в которой около 25 миллионов лет.

## Фотогалерея

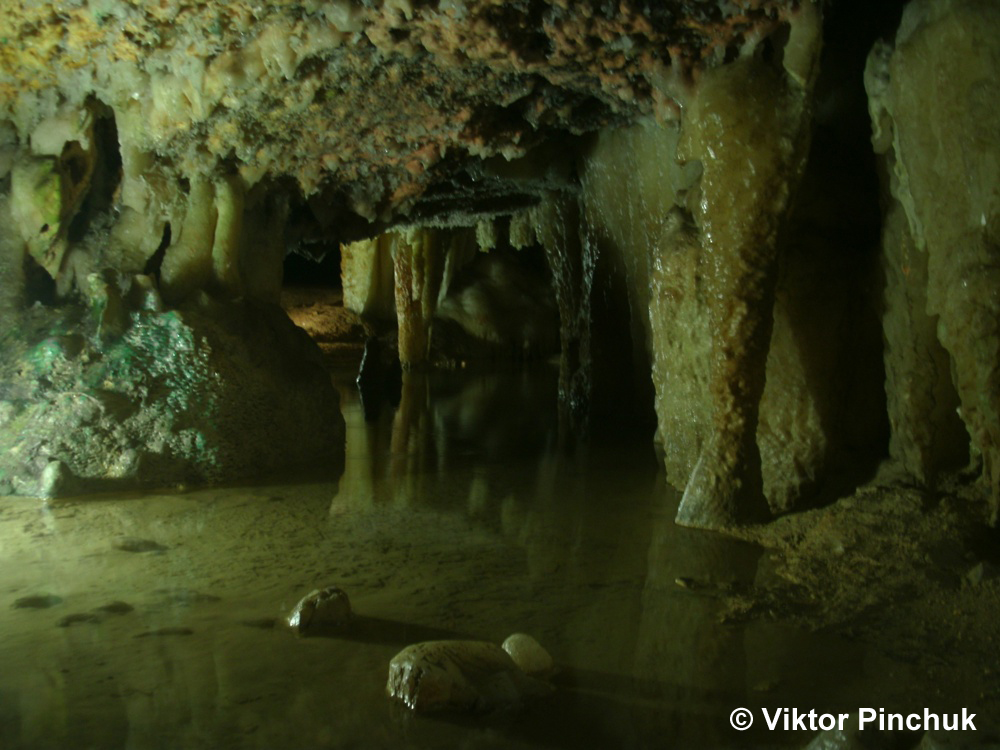
Пещера Бельямар (1)
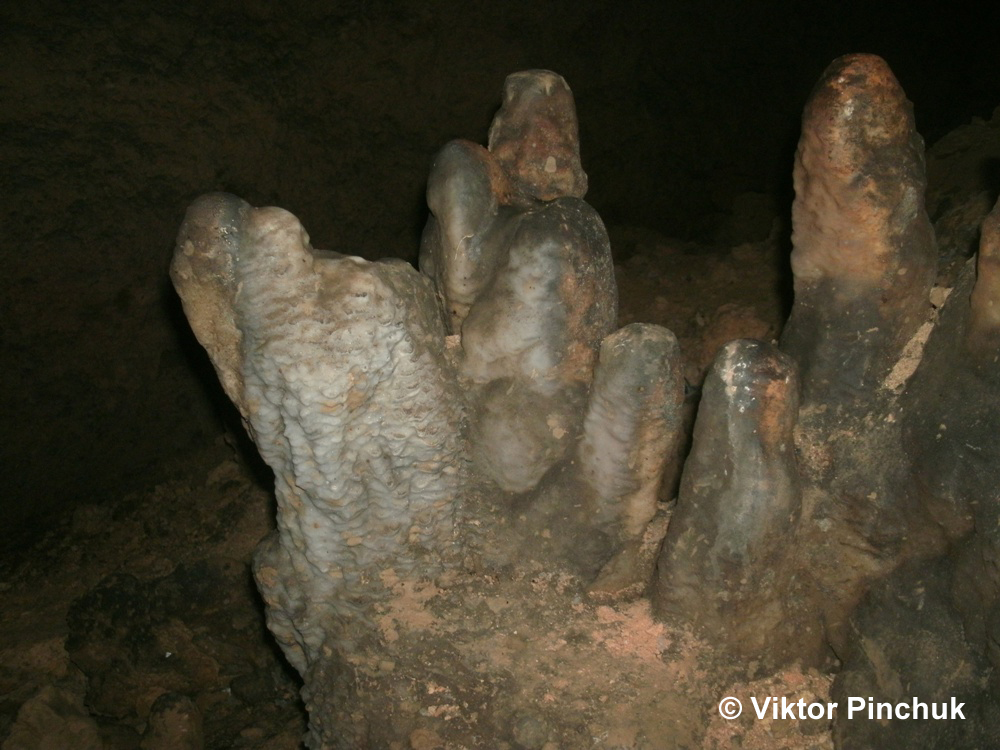
Пещера Бельямар (2)
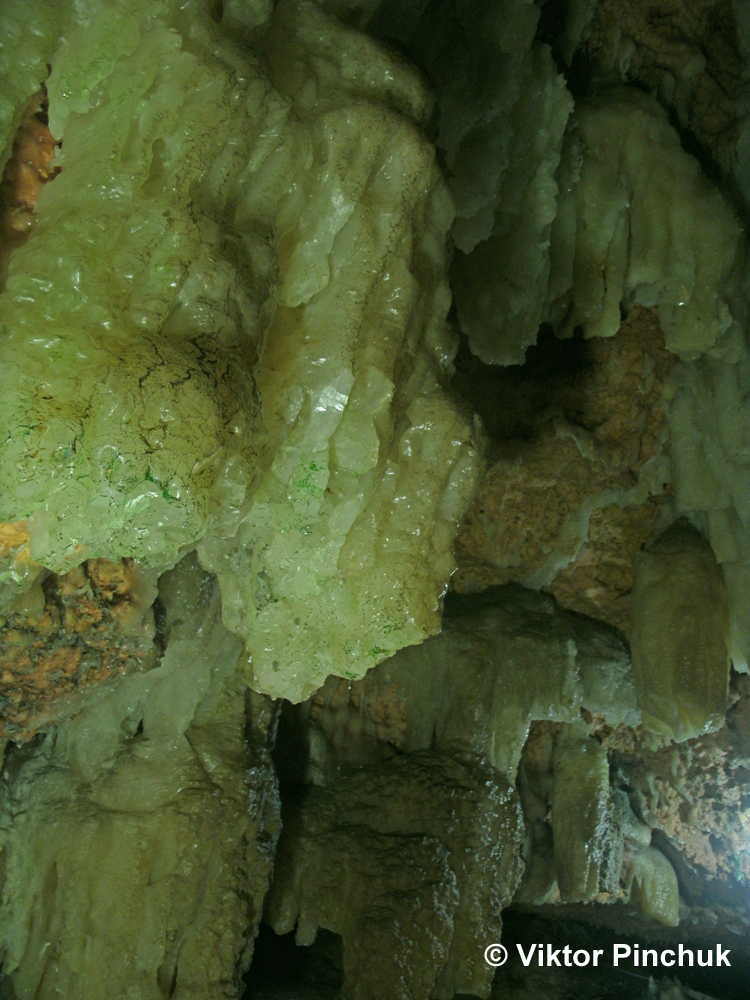
Пещера Бельямар (3)
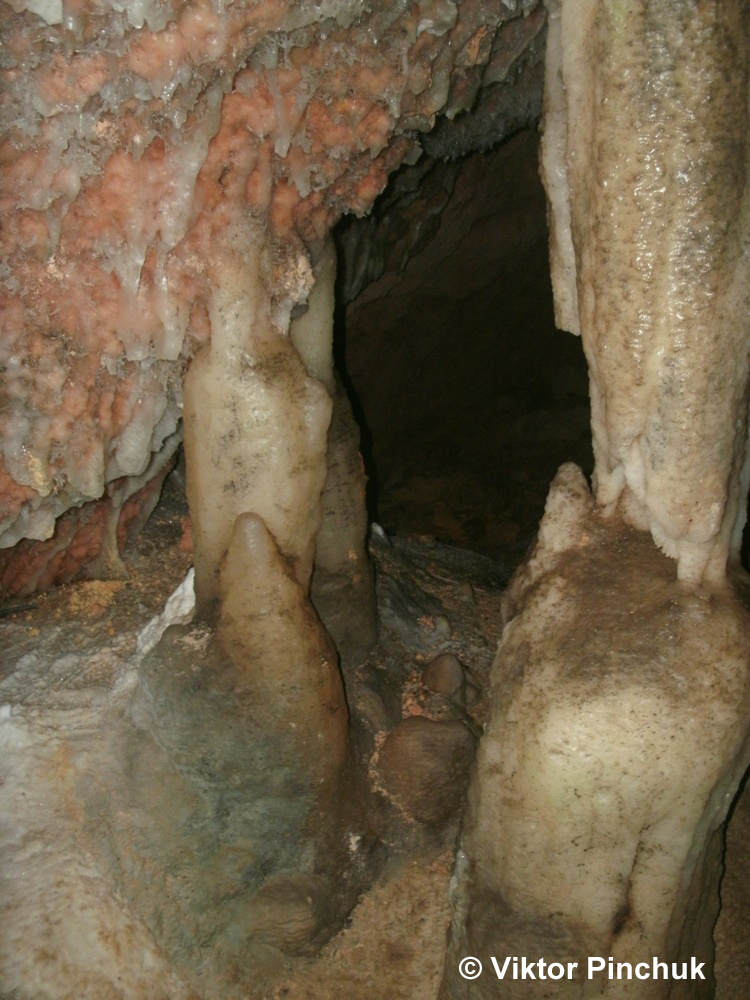
Пещера Бельямар (4)
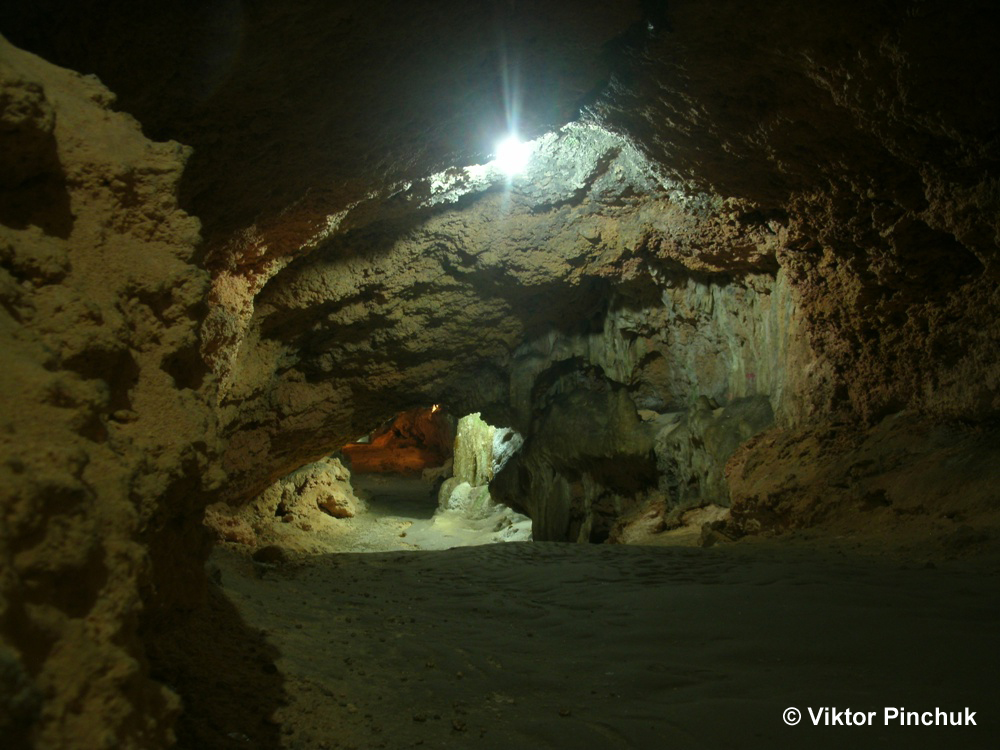
Пещера Бельямар (5)
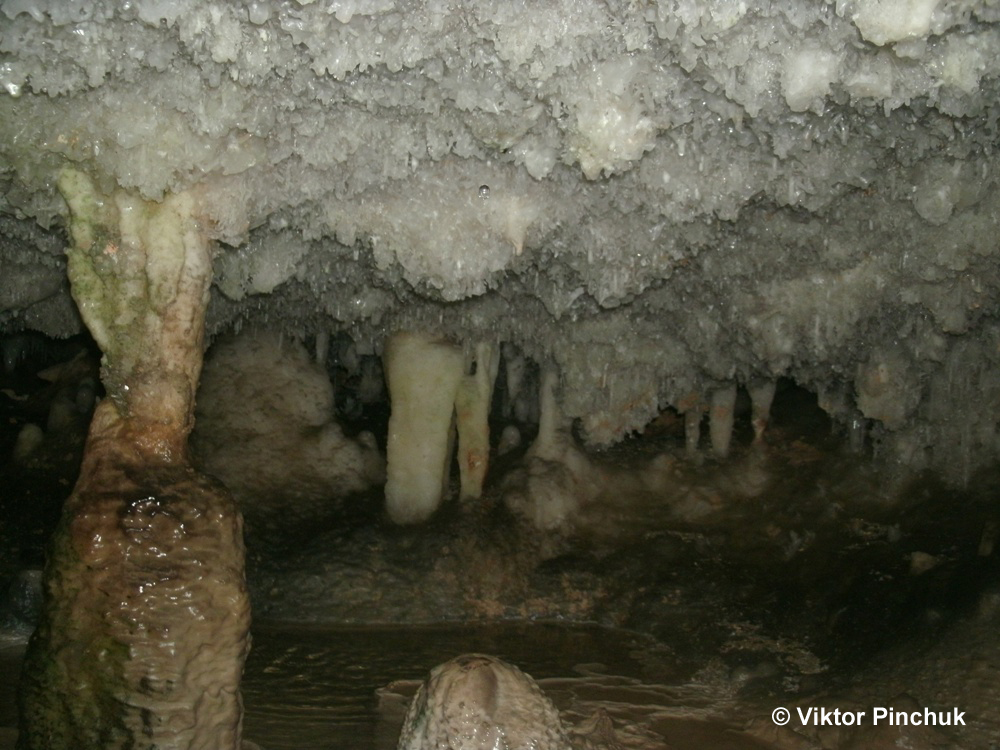
Пещера Бельямар (6)